# Scharinska villan
Scharinska villan i Umeå är en patriciervilla vid Storgatan 63–65 intill Döbelns park, ritad av Ragnar Östberg och uppförd 1904–1905 för Egil Unander-Scharin med familj. Huset uppfördes av byggnadsfirman AB Jakobsson & Eriksson, som tidigare även byggt stadskyrkan efter branden. Ansvarig byggmästare var Per Eriksson, som suttit i stadsfullmäktige tillsammans med Unander-Scharin. Fram till 1950-talet inhystes även familjeföretaget AB Scharins Söner där. Sedan 1960-talets början har byggnaden ägts av Umeå kommun, som upplåtit den för förenings- och kårverksamhet.

## Tomten
Runt tomten löper en häck mot Storgatan och Döbelnsgatan. Söder om trädgårdsmästarbostaden är en hårdgjord trädgård (tegelfärgade betongplattor), omgiven av bågformade plåtspaljéer mot söder och väster samt plåtstaket i rutmönster mot öster. Norr om byggnaden finns idag en asfalterad parkering, som också tjänar som infart till det kommunala fastighetsbolaget Bostadens huvudkontor i Moritzska gården.

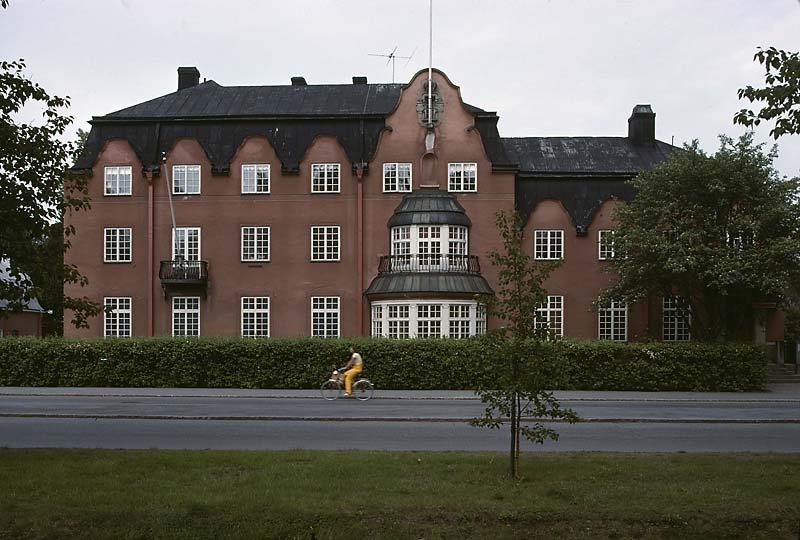
Scharinska villan.

## Huvudbyggnaden

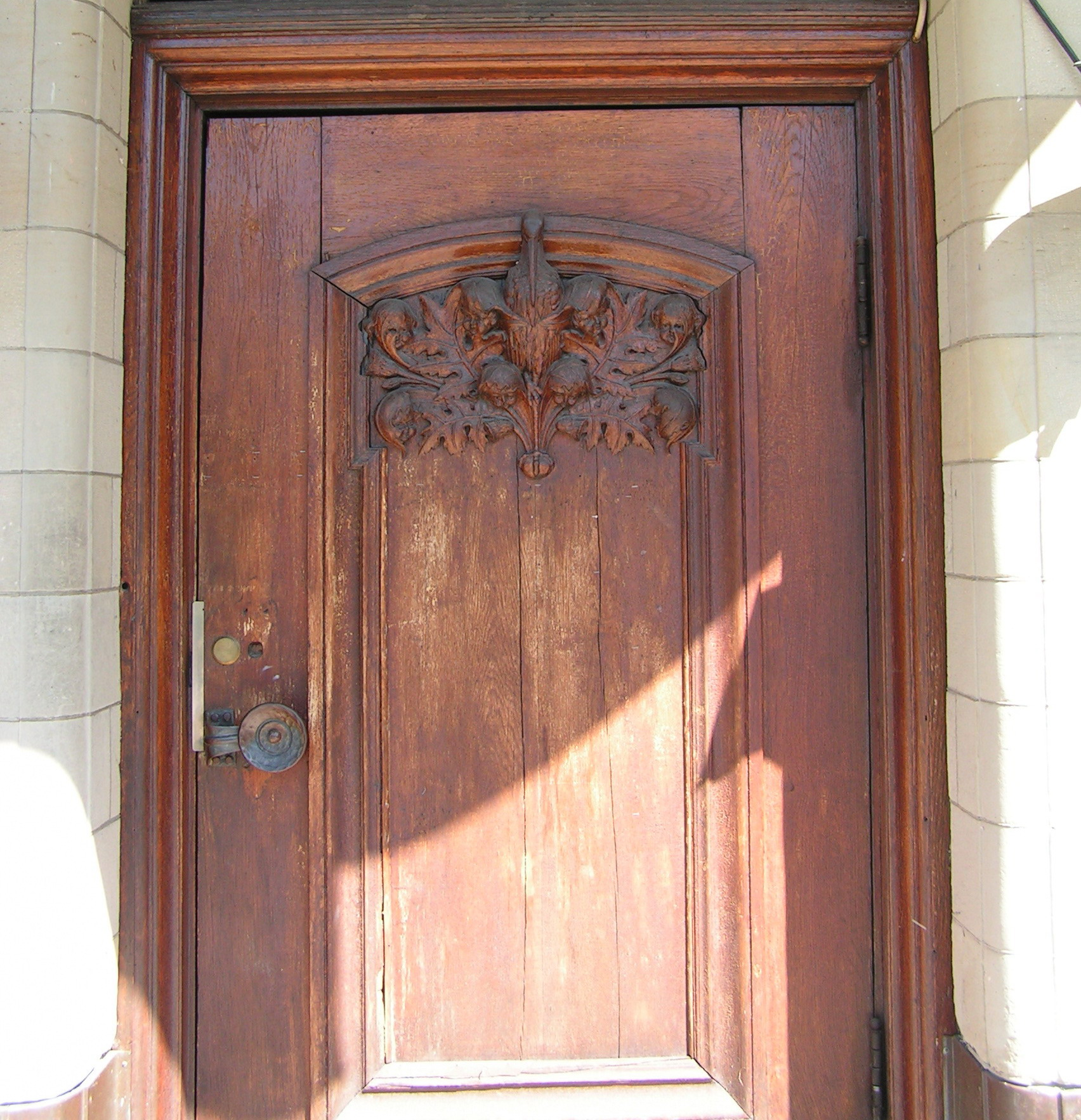
Scharinska villans port med relief ritad av Ragnar Östberg.

| ”                                            | Från helsosynpunkt äro tapeter förvisade, och alla väggar hållna i oljemålad murputs med eller utan träpaneler | „ |
| – Umebladet 27 oktober 1905, signaturen S.A. | |   |

### Exteriör
Byggnadens yttre är något engelskt viktoriansk med gavelkrön över fönstren, bågformigt framskjutande fönsterpartier på bottenvåningen, och rokokoinspirerade små balkonger i järnsmide. Huset är tre våningar högt, med en säregen volymförskjutning åt ena sidan som kontrasterar mot den i övrigt konsekvent genomförda symmetrin. Den putsade fasaden är svagt rödfärgad med en fris under tredje våningens fönsterrad. Huvudingångens ytterdörr har ett motiv i relief, ritat av Ragnar Östberg. Motivet är ett ymnigt bladverk med sju barnansikten och en stork i mitten. De sju ansiktena symboliserar familjen Scharins sju barn. Ett barn är helt övertäckt av ett löv, vilket var familjens åttonde barn som avlidit. Scharinska villan räknas som ett av Östbergs förnämsta ungdomsverk.

### Interiör
Interiören är påkostad med träpanel på väggarna, utom i matsalen – den så kallade spanska salen – vars pietetsfullt renoverade väggar är klädda i mosaik från Sevilla, vilket beräknades vara billigare än ekpanel. I den nedre hallen – vestibulen – tänkte sig Scharin klä väggarna med juteväv och hänga upp fyra stora målningar, kopior av verk av den spanske konstnären Velasquez, men Östberg övertygade honom att istället måttbeställa panelen för att rama in målningarna.  

#### Interiörbilder

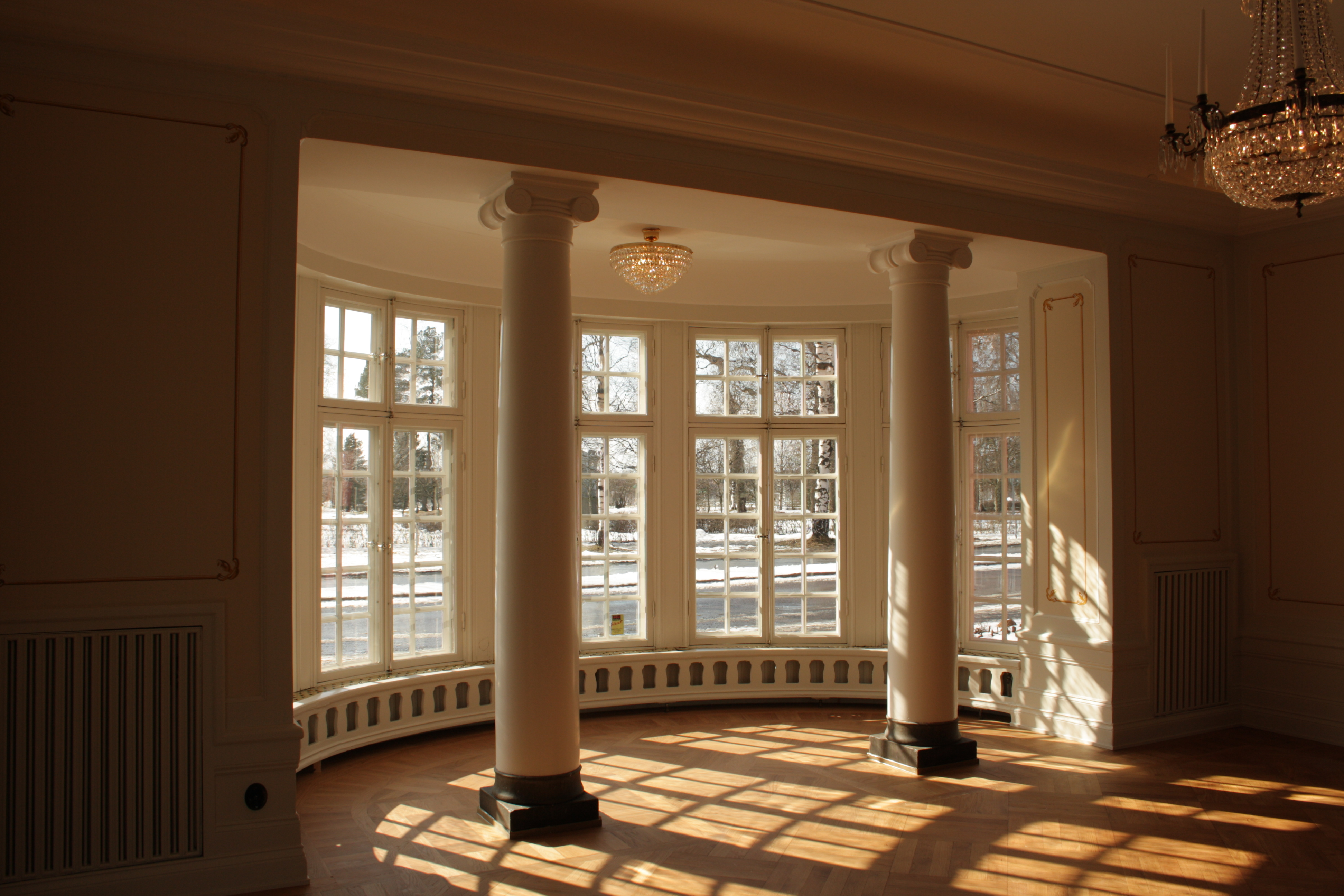
Burspråk i salongen.
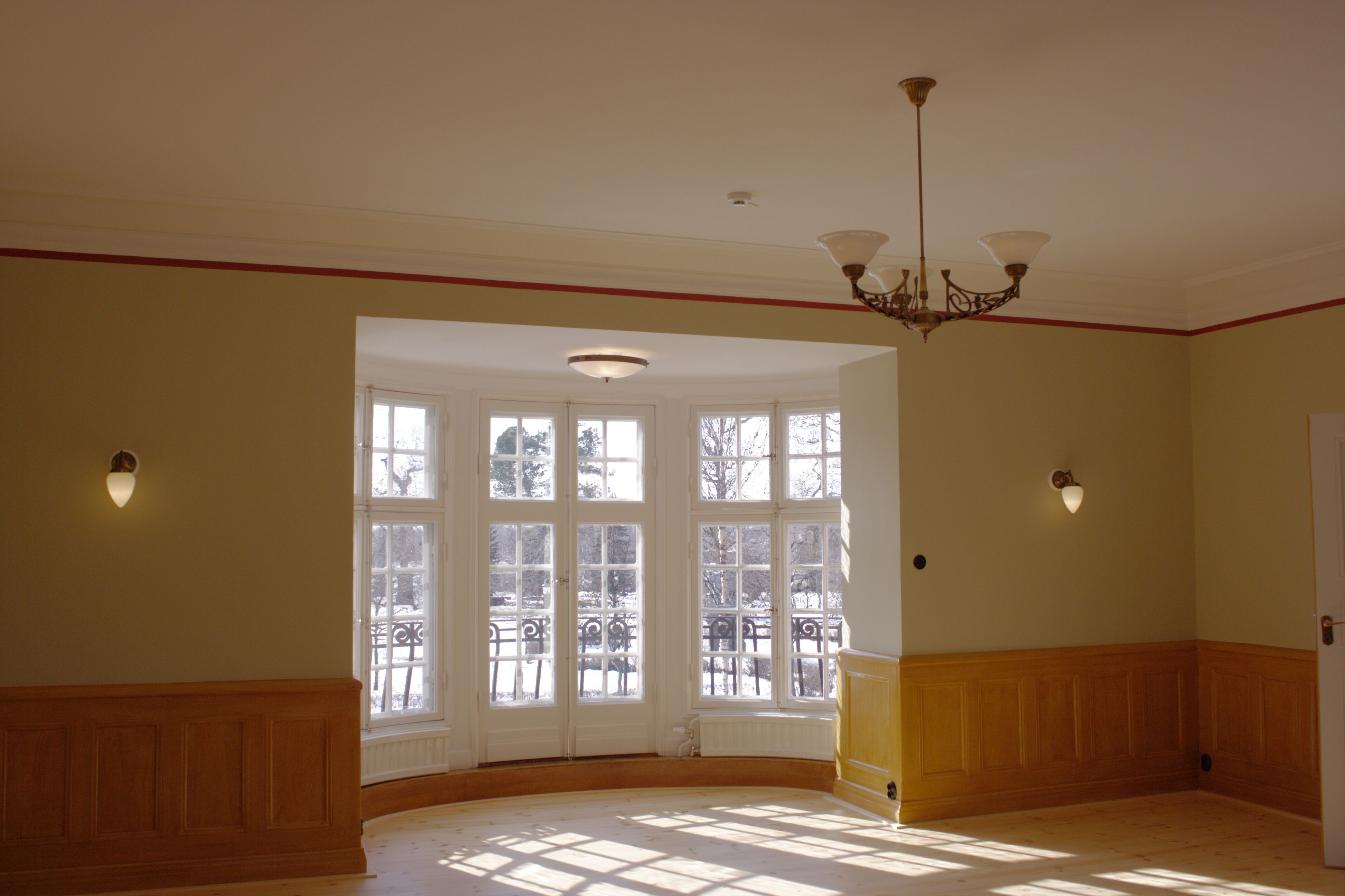
Burspråk i vita salen.
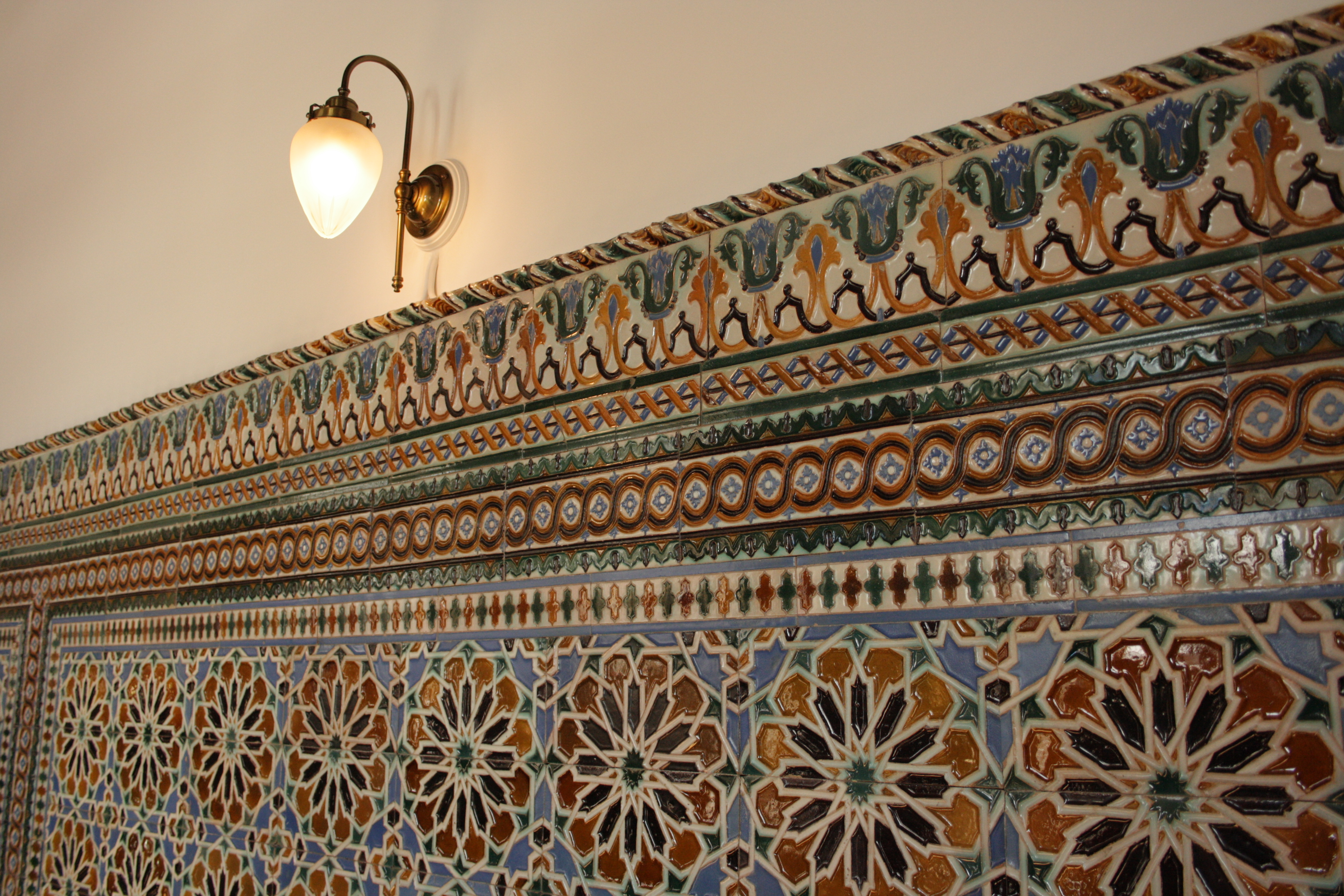
Matsalskaklet.
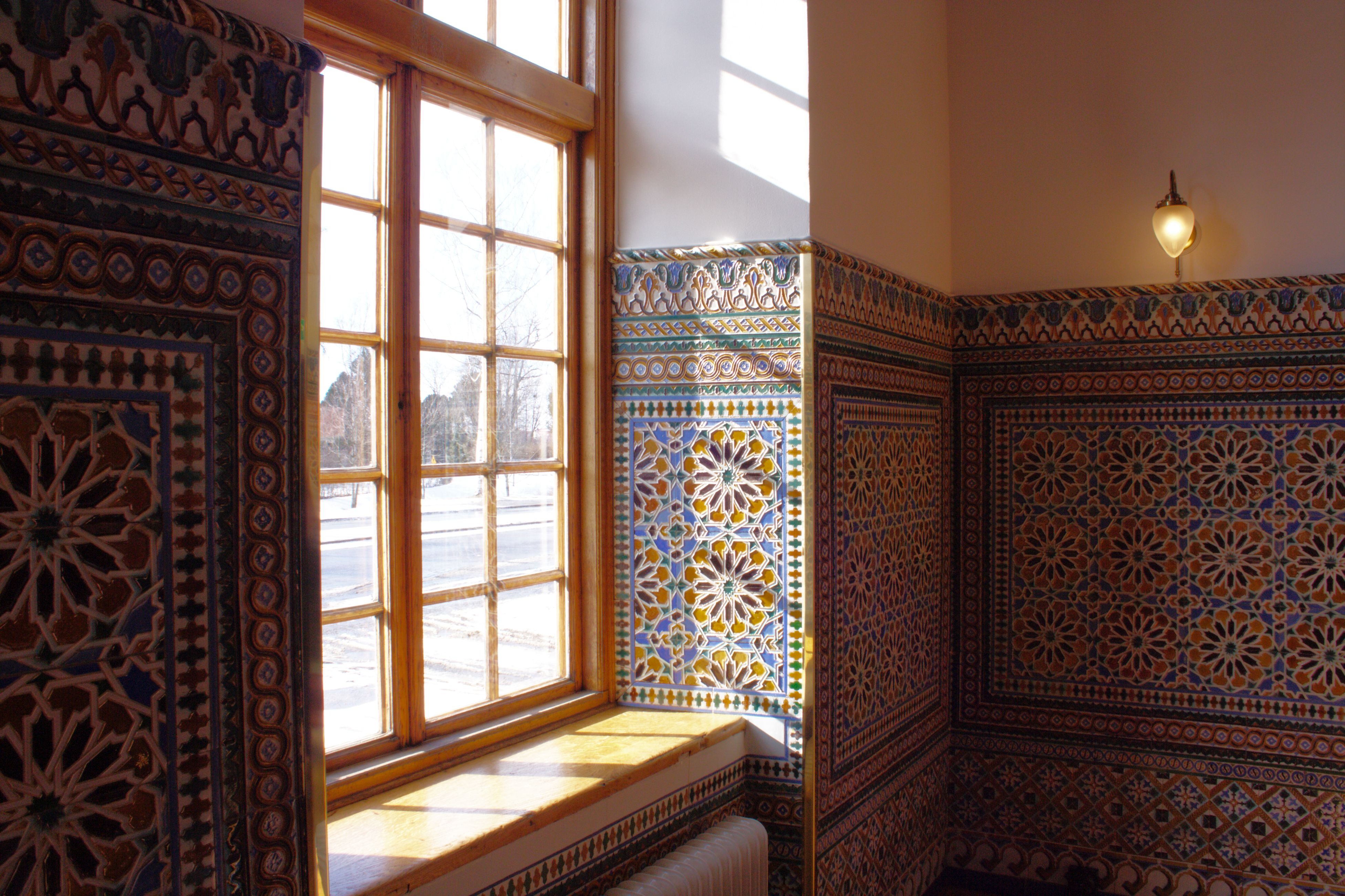
Fönsternisch i matsalen.
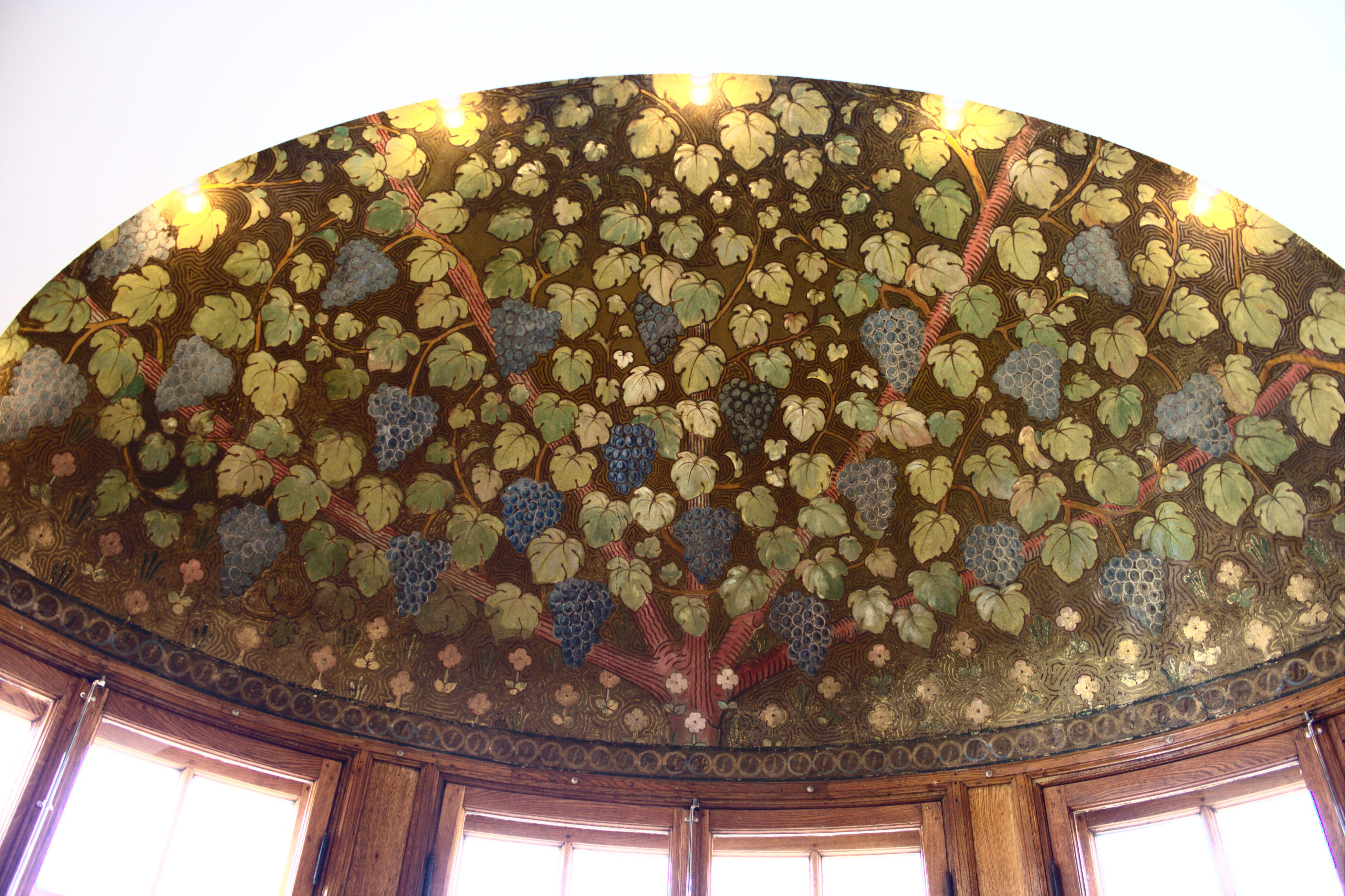
Halvkupolvalv i matsalen.
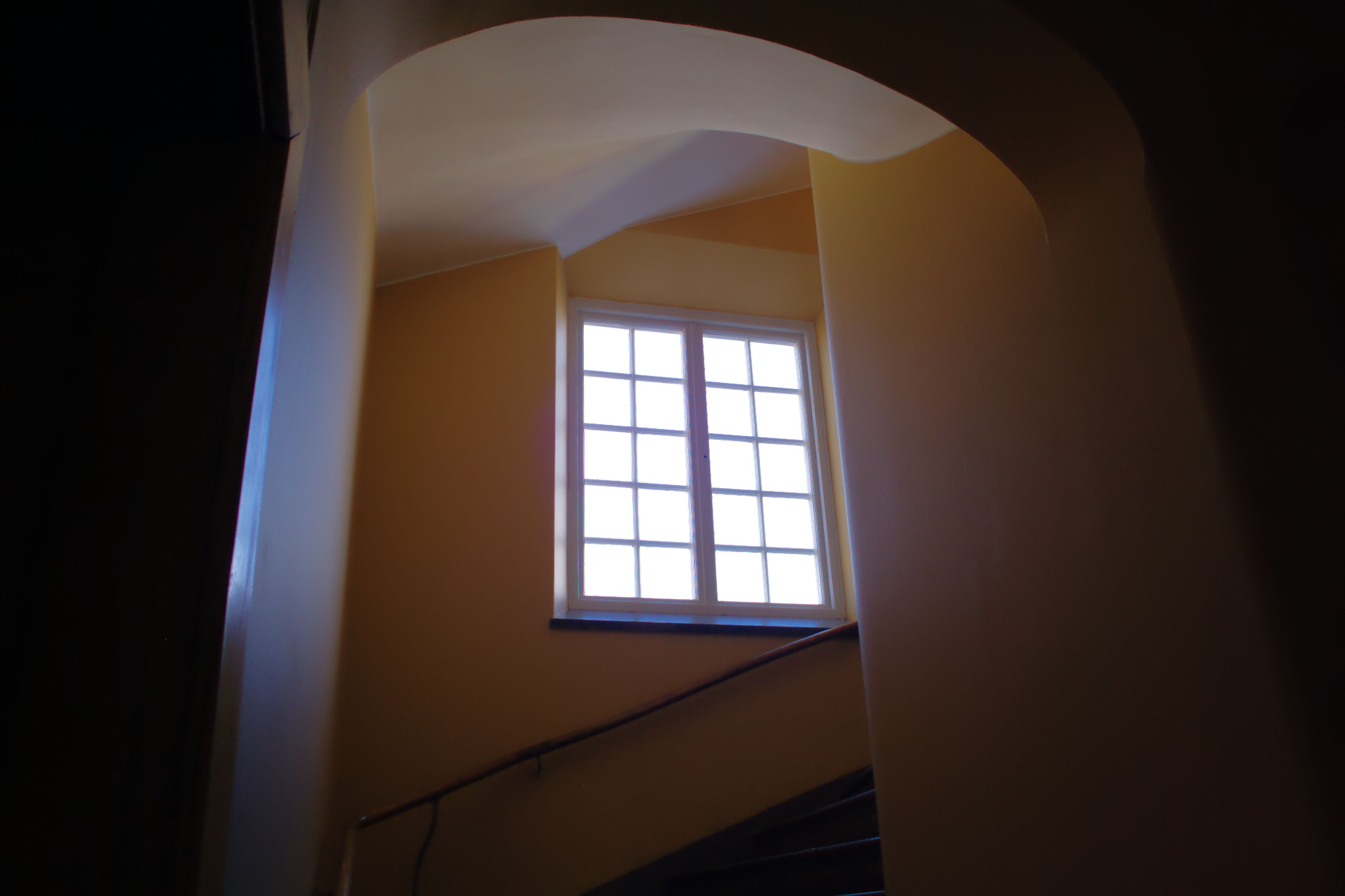
Trapphuset mot väster.
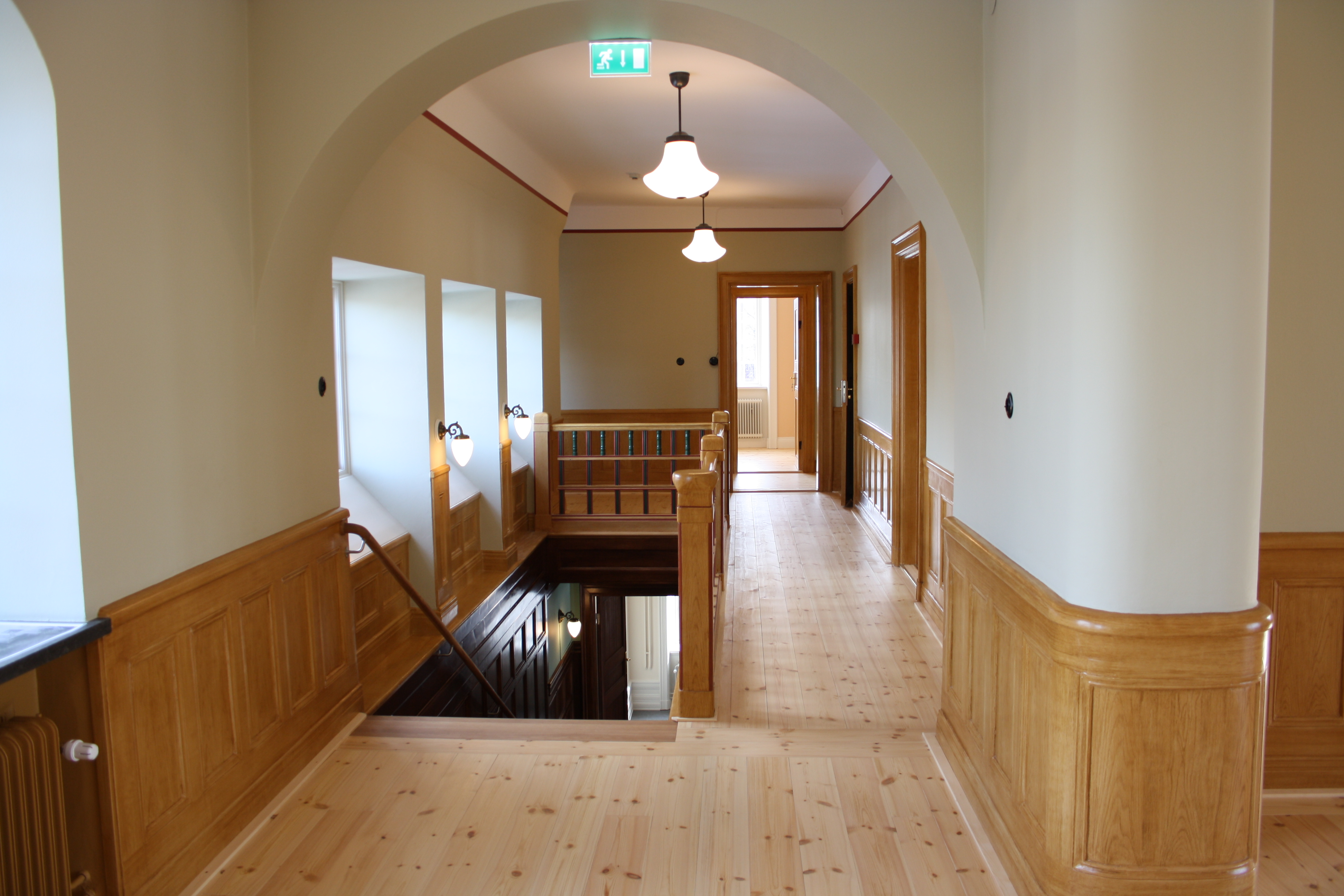
Övre hallen.

## Trädgårdsmästarbostaden

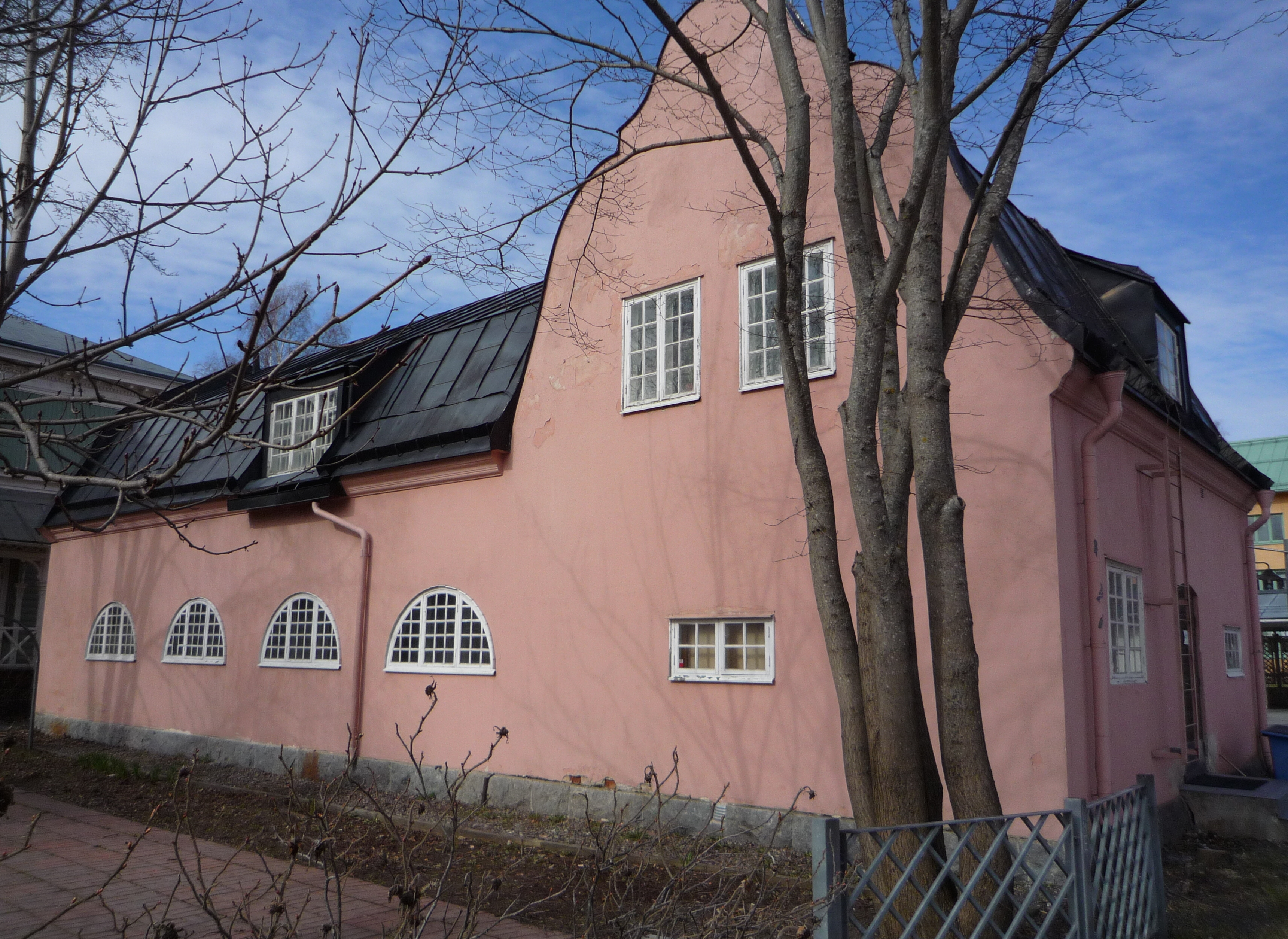
Trädgårdsmästarbostaden, från söder.

Till villan hör också ett uthus, även kallat annexet eller trädgårdsmästarbostaden, som ligger väster om huvudbyggnaden i liv med dess norra fasad och som i stil ansluter till denna. På de första ritningarna var uthuset placerat längs Storgatan, men såväl Hälsovårdsstadgan och Umeå stads byggnadsordning förbjöd placering av stall så nära allmän väg och bostadshus.
Uthuset är uppfört i ett plan med inredd vindsvåning i västra delen och i ett och ett halvt plan mot öster. Uthuset inrymde ursprungligen en bostad för husets trädgårdsmästare, samt stall med bostad för en kusk. Det växthus som under lång tid fanns vid dess södra långsida är sedan 1980-talet rivet. Uthuset, vars interiör inte ingår byggnadsminnet, har i modern tid försetts med fyra garage med brunlaserade slagportar av trä.

## Historia

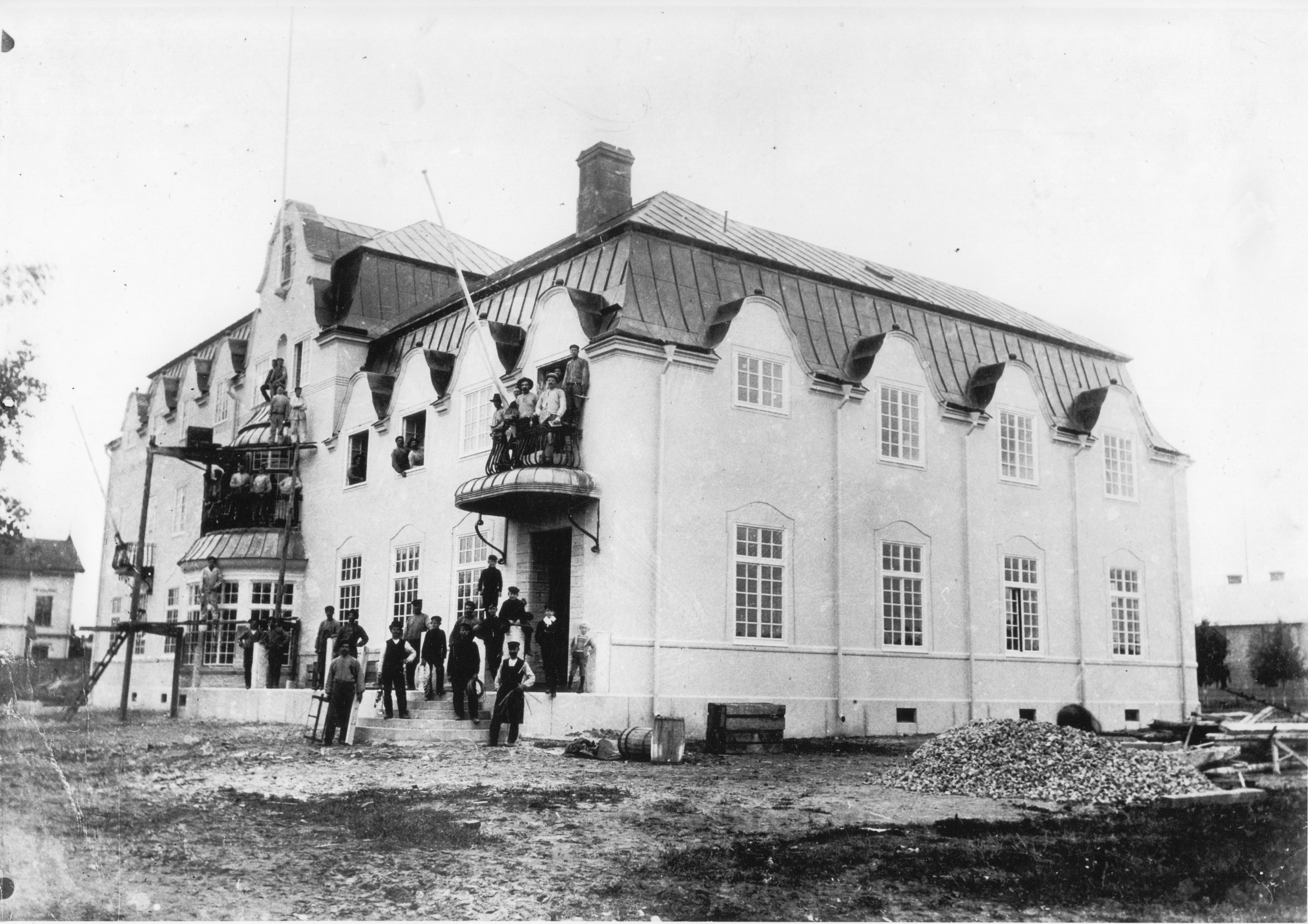
Scharinska villan under byggnad 1905.

Inför planerna på ett nytt hus hade disponent Egil Unander-Scharin kontakt med flera arkitekter, däribland Gustav Hermansson som ritat många hus i Sundsvall efter Sundsvallsbranden 1888 och Ernst Stenhammar som bland annat ritade Svenska Handelsbankens hus i Umeå 1894. Unander-Scharin var inte nöjd med deras förslag och lät istället arkitekt Östberg få uppdraget. Den 4 juli 1904 beviljas Unander-Scharin byggnadslov för tomt 2 och 3 i kvarteret Härmod (tomt 1 var redan bebyggd) och dagen efter var grundgrävningen för huset redan igång. Den 14 juli betalade Unander-Scharin 7 894:85 till Umeå stad för de båda tomterna. Dessa tomters placering var resultatet av stadsplanen från 1889 där alla tomter inom brandområdet efter stadsbranden 1888 ritats om. Unander-Scharins två tomter hade varit obebyggda sedan denna brand. Under byggnadstiden – då Scharin och Östberg utväxlade ett 50-tal brev och telegram – skedde ett antal avsteg från originalritningarna.
Slutsumman för huset uppskattades till 94 000 kr, varav 12 000 kr för inredning och 4 000 kr för Östbergs ritningar. Vid inflyttningen var Villan utrustad med Umeås första vattenklosett.

### Legenden
Enligt legenden kom idén till villan från en matsalsmöbel som Ragnar Östberg låtit göra åt konsul Egil Unander-Scharin, som blev så förtjust att han 1904 beställde ett passande hus till möbeln. Ursprunget till denna legend kan komma ifrån Birger Steckzéns bibliografi över Scharinska firman. I ett brev skickat från Östberg till Unander-Scharin den 10 februari 1904 framgår det nämligen att hänsyn har tagits för en speciell möbel när en matsal i villan har diskuterats. Att Unander-Scharin skulle ha beställt en matsalsmöbel av Östberg innan villan beställdes anses numera vara mindre troligt då brevväxlingen mellan Unander-Scharin och Östberg visar på att de inte kände varandra innan villan kom på tal, samt att det inte går att hitta något sådant i noggrant förda kassaböckerna. En mer trolig möbel är den som är upptagen i kassaboken som den spanska möbeln. Denna möbel anlände från Lissabon i december 1904.

### I modern tid
År 1959 sålde släkten Scharin byggnaden till Umeå kommun som restaurerade villan och gjorde ett flertal förändringar för den studentkårsverksamhet som inleddes av Umeå studentkår 1960.  När Universumhuset 1970 stod klart på universitetets campus flyttades mycket av studentkursverksamheten dit, och villan kom därefter att kallas Gamla kåren, eller kort och gott GK.
Kommunen har fortsatt upplåta byggnaden till kår- och föreningsverksamhet, bland annat under Jazzfestivaler och regelbundna spelningar i Jazzklubbens regi, från 1960–1980-tal. Under 1970-talet arrangerades här bland annat "Alternativ jul", och från tidigt 1980-tal en rad kulturarrangemang i regi av Kulturföreningen Humlan.
Samma år som Scharinska villan blev byggnadsminne, år 1981, fattades en överenskommelse mellan Umeå kommun, Umeå studentkår och Universum om nyttjandet av byggnaden. Efter ett anbudsförfarande 1996 kunde Umeå naturvetar- och teknologkår (NTK) flytta in i huset, men de utträdde ur kontraktet vid årsskiftet 2003/2004. Driften, som hittills skett i ideell regi, togs över av EFAK (Ekonomiska Föreningen för Alternativ Kultur i Umeå), som återinvigde villan hösten 2004.
Åren 2006–2013 drevs verksamheten i huset i privat regi som en rockklubb under namnet Scharinska, med festvåning, källarpub, krog och scen för musik. Den verksamheten flyttades vid årsskiftet 2013/2014 till Vasaskolan, där ägarna bland annat driver gitarrmuseet Guitars - the Museum.
Hösten 2013 påbörjades en större yttre renovering av byggnaden, och 31 januari 2014 inleddes en inre renovering som beräknas ta ett år. Under tiden måste hyresgästerna lämna lokalen.
Umeå kommun sålde Scharinska villan i mars 2017 för 32 miljoner kronor till privata fastighetsbolaget Nordiska Centrumhus AB . Från hösten 2017 härbärgerar villan design-hubben The Pink, som är en del av det statliga forskningsinitiativet Rise Research Institutes of Sweden.

### Rosa huset
Först i början av 1980-talet, i samband med arkivstudier om Scharinska villans tillkomst, blev det känt att Unander-Scharin redan före beställningen av den egna villan hade korresponderat med Östberg om ritningar till tre väl tilltagna privatbostäder; "dubbelhus" med intilliggande "lawn-tennisbana". Unander-Scharin hann begära in anbud på bygget innan planerna skrinlades. Ritningarna tycks dock ha köpts av överstelöjtnant Gustaf Wernstedt, som några år senare lät uppföra ett av husen, det som kommit att kallas "Rosa huset". Huset revs i januari 2013.